# Abacena stenula
Abacena stenula är en fjärilsart som beskrevs av William Schaus 1916. Abacena stenula ingår i släktet Abacena och familjen nattflyn. Inga underarter finns listade i Catalogue of Life.